# Niké Liga
De 1. Liga, vanwege sponsorredenen ook Niké Liga genoemd, is de hoogste voetbaldivisie in Slowakije en wordt georganiseerd door de Slowaakse voetbalbond.

## Tsjecho-Slowakije
Toen Slowakije nog deel uitmaakte van Tsjecho-Slowakije, was deze divisie de tweede klasse in het voetbalsysteem onder de Eerste klasse.
Tot 1935/36 speelde geen enkele Slowaakse club in de Tsjecho-Slowaakse profliga's. Zij kwamen uit in de Zvazové Majstrovstvá Slovenska (voor het landsdeel Slowakije). Het was 1.CsSK Bratislava (het huidige Slovan Bratislava) die als eerste Slowaakse club in 1935 promoveerde naar de landelijke competitie.
Tijdens de Duitse bezetting werden twee regionale competities georganiseerd, één in Bohemen-Moravië (Tsjechië) en één in Slowakije, er was geen 'nationaal' kampioen.
Kampioenen
SK Zilina heet nu MŠK Žilina, 1.CsSK Bratislava werd ŠK Bratislava en heet nu Slovan Bratislava
Slowaakse landskampioen in de Eerste klasse van Tsjechoslowakije waren:
NV Bratislava (nu Slovan Bratislava) in 1949, 1950, 1951
Slovan Bratislava in 1955, 1970, 1974, 1975, 1992
Cervená hviezda Bratislava (nu Inter Bratislava) in 1959
Spartak Trnava in 1968, 1969, 1971, 1972, 1973

## Opzet
Het aantal teams in de 1. Liga is een aantal maal gewijzigd. In 1996 kwamen er vier clubs bij, in 2000 gingen er zes clubs weg en in 2006 werd de competitie uitgebreid van tien naar twaalf clubs. Tot en met het seizoen 2016/17 speelden de clubs driemaal tegen elkaar en na 33 speelrondes degradeerde de nummer twaalf naar de 2. Liga. Sinds het seizoen 2017/18 speelt elke club enkel één uit- en thuiswedstrijd tegen iedere ander club. En na 22 speelronden spelen de zes hoogst geëindigde clubs play-offs via een knock-outsysteem. De zes laagst geëindigde ploegen doen dit ook, waarna de rode lantaarn degradeert.
Hieronder is het aantal clubs over de jaren heen te zien:
12 clubs = 1993–1996
16 clubs = 1996–2000
10 clubs = 2000–2006
12 clubs = vanaf 2006
Volgens de huidige stand van zaken op de UEFA-coëfficiëntenranglijst plaatst de landskampioen zich voor de (kwalificatieronden van de) UEFA Champions League. De nummers twee en drie plaatsen zich, samen met de winnaar van de Beker van Slowakije, voor de (kwalificatieronden van de) UEFA Europa Conference League.

## Sponsornamen
Sponsornamen per seizoen:
1993–1997: geen sponsornaam
1997–2002: Mars superliga
2002–2003: geen sponsornaam
2003–2014: Corgoň liga
2014–2023: Fortuna liga
2023–2025: Niké Liga

## Landskampioenen

### Titels per club
| Club                | Stad       | Titels | Seizoenen                                                                                |
| ------------------- | ---------- | ------ | ---------------------------------------------------------------------------------------- |
| Slovan Bratislava   | Bratislava | 15     | 1994, 1995, 1996, 1999, 2009, 2011, 2013, 2014, 2019, 2020, 2021, 2022, 2023, 2024, 2025 |
| MŠK Žilina          | Žilina     | 7      | 2002, 2003, 2004, 2007, 2010, 2012, 2017                                                 |
| Artmedia Bratislava | Bratislava | 2      | 2005, 2008                                                                               |
| Inter Bratislava    | Bratislava | 2      | 2000, 2001                                                                               |
| MFK Košice          | Košice     | 2      | 1997, 1998                                                                               |
| AS Trenčín          | Trenčín    | 2      | 2015, 2016                                                                               |
| MFK Ružomberok      | Ružomberok | 1      | 2006                                                                                     |
| FC Spartak Trnava   | Trnava     | 1      | 2018                                                                                     |

## Deelnames
Vet weergegeven clubs spelen in 2025/26 in de Niké liga.
| Club                         | Stad / gemeente   | /33 | Seizoenen (1993-2026)                                 |
| ---------------------------- | ----------------- | --- | ----------------------------------------------------- |
| MŠK Žilina                   | Žilina            | 32  | 1993-1995, 1996-....                                  |
| Spartak Trnava               | Trnava            | 32  | 1993-2001, 2002-....                                  |
| Slovan Bratislava            | Bratislava        | 31  | 1993-2004, 2006-....                                  |
| MFK Ružomberok               | Ružomberok        | 29  | 1997-....                                             |
| AS Trenčín                   | Trenčín           | 26  | 1997-2008, 2011-....                                  |
| DAC 1904 Dunajská Streda     | Dunajská Streda   | 23  | 1993-1998, 1999-2000, 2008-2012, 2013-....            |
| Dukla Banská Bystrica        | Banská Bystrica   | 22  | 1993-2000, 2003-2015, 2022-2025                       |
| MFK Košice                   | Košice            | 19  | 1993-2003, 2006-2015                                  |
| FC Nitra                     | Nitra             | 18  | 1993-1994, 1995-1997, 1998-2000, 2005-2014, 2017-2021 |
| 1. FC Tatran Prešov          | Prešov            | 17  | 1993-2002, 2008-2013, 2016-2018, 2025-....            |
| FC ViOn Zlaté Moravce        | Zlaté Moravce     | 16  | 2007-2009, 2010-2024                                  |
| Inter Bratislava             | Bratislava        | 14  | 1993-2007                                             |
| FC Artmedia Petržalka        | Bratislava        | 14  | 1996-2010                                             |
| MFK Dubnica                  | Dubnica nad Vahom | 13  | 1996-1997, 1998-2000, 2001-2011                       |
| FK Senica                    | Senica            | 13  | 2009-2022                                             |
| MFK Zemplín Michalovce       | Michalovce        | 11  | 2015-....                                             |
| FK Železiarne Podbrezová     | Podbrezová        | 9   | 2014-2019, 2022-....                                  |
| HFC Humenné                  | Humenné           | 7   | 1993-2000                                             |
| Baník Prievidza              | Prievidza         | 7   | 1993-2000                                             |
| FK Matador Púchov            | Púchov            | 6   | 2000-2006                                             |
| Lokomotiva Košice            | Košice            | 5   | 1993-1998                                             |
| Jas Bardejov                 | Bardejov          | 5   | 1994-1999                                             |
| MFK Skalica                  | Skalica           | 5   | 2015-2016, 2022-....                                  |
| ŠKF Sereď                    | Sereď             | 4   | 2018-2022                                             |
| FC Rimavská Sobota           | Rimavská Sobota   | 4   | 1996-1999, 2004-2005                                  |
| Spartak Myjava               | Myjava            | 4   | 2012-2016                                             |
| FC Košice                    | Košice            | 3   | 2023-....                                             |
| FC Senec                     | Senec             | 3   | 1999-2000, 2006-2008                                  |
| FK Pohronie                  | Žiar nad Hronom   | 3   | 2019-2022                                             |
| MFK Tatran Liptovský Mikuláš | Liptovský Mikuláš | 2   | 2021-2023                                             |
| KFC Komárno                  | Komárno           | 2   | 2024-....                                             |

#### Topscorers (vanaf 1994)
| Seizoen | Naam                              | Club                                      | Goals |
| ------- | --------------------------------- | ----------------------------------------- | ----- |
| 1994    | Pavol Diňa                        | DAC Dunajska Streda                       | 19    |
| 1995    | Róbert Semeník                    | Dukla Banská Bystrica                     | 18    |
| 1996    | Róbert Semeník                    | FC Košice                                 | 29    |
| 1997    | Jozef Kožlej                      | FC Košice                                 | 22    |
| 1998    | Ľubomír Luhový                    | Spartak Trnava                            | 17    |
| 1999    | Martin Fabuš                      | Dukla Trenčín                             | 19    |
| 2000    | Szilárd Németh                    | Inter Bratislava                          | 16    |
| 2001    | Szilárd Németh                    | Inter Bratislava                          | 23    |
| 2002    | Marek Mintál                      | MŠK Žilina                                | 21    |
| 2003    | Marek Mintál Martin Fabuš         | MŠK Žilina Laugaricio Trenčín, MŠK Žilina | 20    |
| 2004    | Roland Števko                     | MFK Ružomberok                            | 17    |
| 2005    | Filip Šebo                        | Artmedia Petržalka                        | 22    |
| 2006    | Róbert Rák Erik Jendrišek         | FC Nitra MFK Ružomberok                   | 21    |
| 2007    | Tomáš Oravec                      | Artmedia Petržalka                        | 16    |
| 2008    | Ján Novák                         | MFK Košice                                | 17    |
| 2009    | Pavol Masaryk                     | ŠK Slovan Bratislava                      | 15    |
| 2010    | Róbert Rák                        | FC Nitra                                  | 18    |
| 2011    | Filip Šebo                        | Slovan Bratislava                         | 22    |
| 2012    | Pavol Masaryk                     | MFK Ružomberok                            | 18    |
| 2013    | David Depetris                    | AS Trenčín                                | 16    |
| 2014    | Tomáš Malec                       | AS Trenčín                                | 14    |
| 2015    | Matej Jelić Jan Kalabiška         | MŠK Žilina FK Senica                      | 19    |
| 2016    | Gino van Kessel                   | AS Trenčín                                | 17    |
| 2017    | Filip Hlohovský Seydouba Soumah   | MŠK Žilina Slovan Bratislava              | 20    |
| 2018    | Samuel Mráz                       | MŠK Žilina                                | 21    |
| 2019    | Andraž Šporar                     | Slovan Bratislava                         | 29    |
| 2020    | Andraž Šporar                     | Slovan Bratislava                         | 12    |
| 2021    | Dawid Kurminowski                 | MŠK Žilina                                | 19    |
| 2022    | Jakub Kadák                       | Trencin                                   | 13    |
| 2023    | Nikola Krstović                   | DAC Dunajská Streda                       | 18    |
| 2024    | Róbert Polievka Tigran Barseghyan | Dukla Banská Bystrica Slovan Bratislava   | 13    |
| 2025    | Tigran Barseghyan David Strelec   | Slovan Bratislava                         | 20    |

## Scheidsrechters
Bijgaand een overzicht van Slowaakse voetbalscheidsrechters die niet alleen actief zijn of waren in de 1. Liga, maar daarnaast ook internationale wedstrijden leiden of hebben geleid.
- Bohdan Benedik
- Ladislav Gádoši
- Filip Glova
- Richard Havrilla
- Vladimír Hriňák
- Karol Ihring

- Jozef Kačenga
- Peter Kralović
- Ivan Kružliak
- Boris Marhefka
- Ľuboš Micheľ
- Pavel Olšiak
- Michal Očenáš

- Anton Stredák
- Richard Trutz
- Ján Valášek
- Mario Vlk
- Vladimir Vnuk

Fortuna liga · 2. liga · 3. liga · Lagere voetbaldivisies · Slovenský pohár · Slovenský superpohár · Česko-slovenský Superpohár · SFZ · Nationaal voetbalelftal
Dunajská Streda · 
Dukla Banská Bystrica ·
KFC Komárno ·
FC Košice ·
Železiarne Podbrezová ·
MFK Ružomberok · 
Skalica ·
Slovan Bratislava · 
Spartak Trnava · 
AS Trenčín · 
MFK Zemplín Michalovce · 
MŠK Žilina
1993/94 · 1994/95 · 1995/96 · 1996/97 · 1997/98 · 1998/99 · 1999/00 · 2000/01 · 2001/02 · 2002/03 · 2003/04 · 2004/05 · 2005/06 · 2006/07 · 2007/08 · 2008/09 · 2009/10 · 2010/11 · 2011/12 · 2012/13 · 2013/14 · 2014/15 · 2015/16 · 2016/17 · 2017/18 · 2018/19 · 2019/20 · 2020/21